# Elljusspår

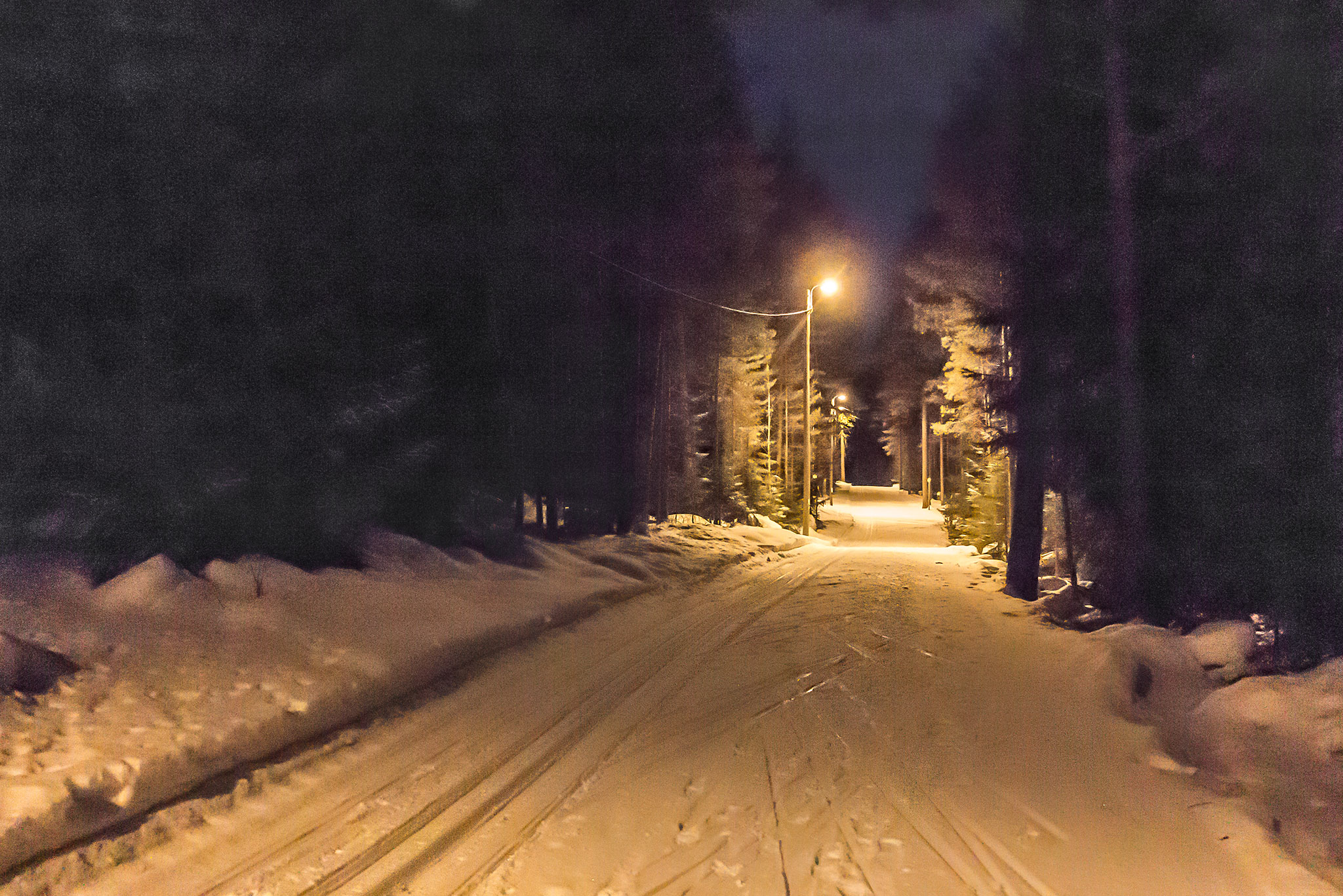
Ett upplyst spår på vintern i Nokia utanför Tammerfors.

Ett elljusspår är ett elbelyst motionsspår, oftast helt eller delvis i skogsmark.

## Spåren
Under barmarkssäsongen brukar elljusspår användas för bland annat joggingturer och promenader. De brukar ha formen av anlagda stigar med till exempel grus eller flis som ytlager. Vintertid prepareras, om snöförhållandena tillåter, skidspår på många av dem, varpå jogging och promenader i dessa undanbedes. En vanlig längd på elljusspår i Sverige är cirka 2-2,5 kilometer. Det finns omkring 1 700 elljusspår i Sverige,  en stor del av dessa anlades under 1970-talet.

## Bilder

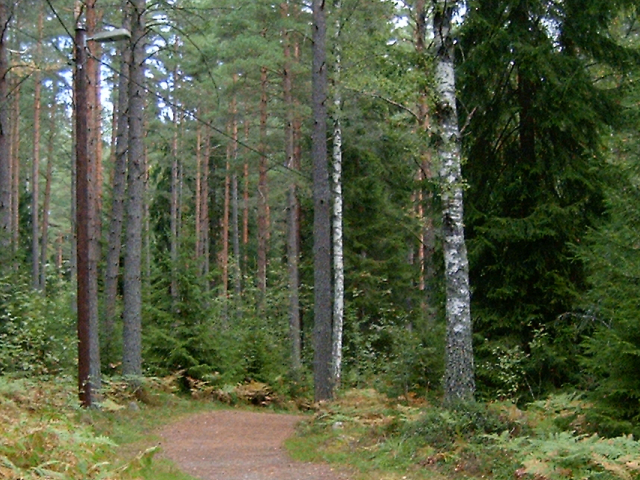
Ett elljusspår utanför Hökåsen i Västerås som visar en för elljusspår typisk belysningsarmatur
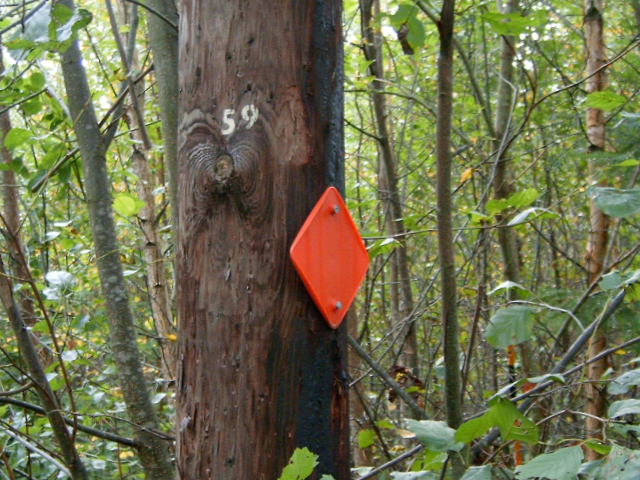
Elljusspår har ofta färgade markeringar för att underlätta navigering
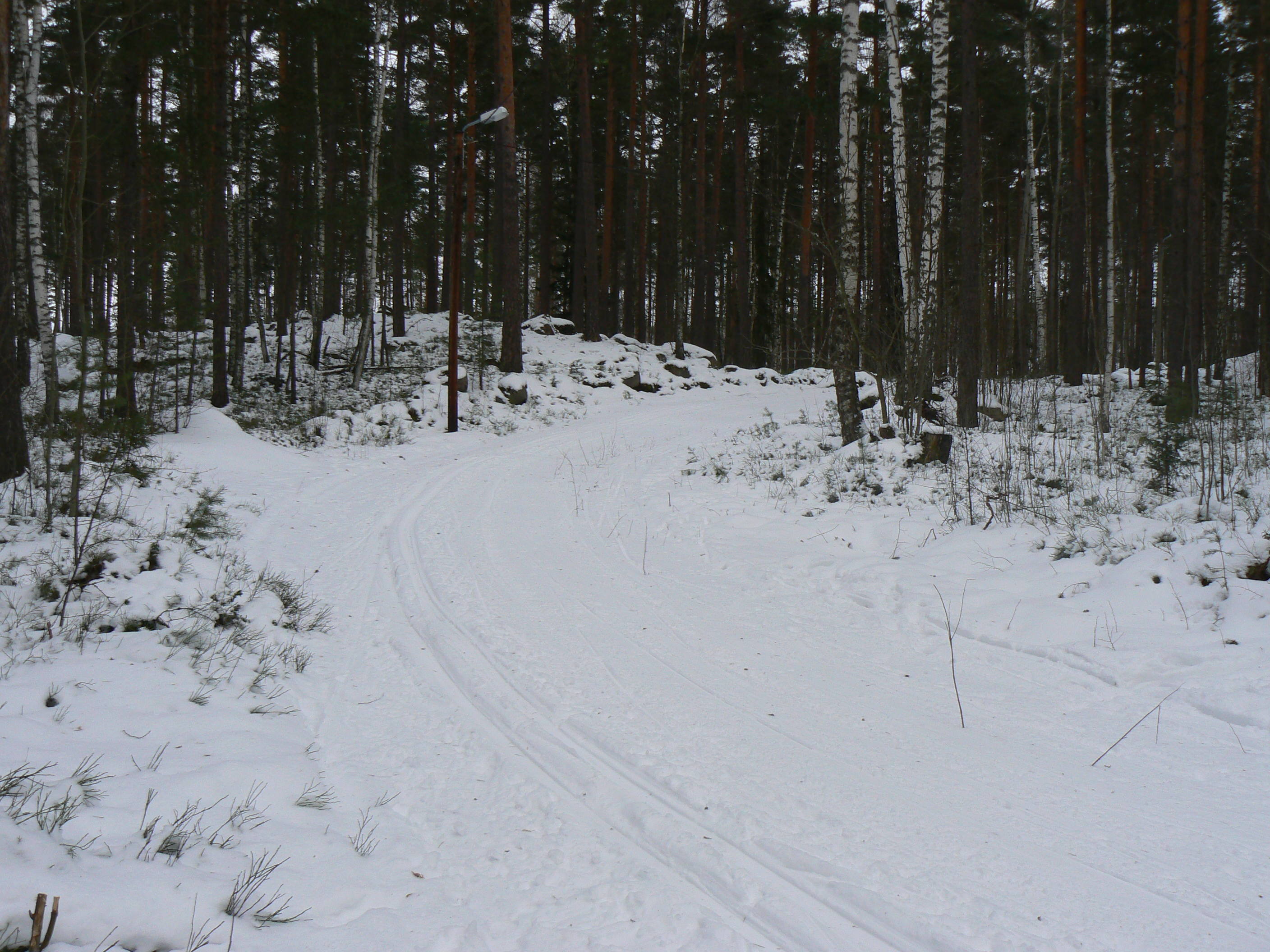
Skidpreparerat elljusspår utanför Hosjö i Falun